# Tana (Noorwegen)
Tana (Samisch: Deatnu; Fins: Teno) is een gemeente in de Noorse provincie Finnmark. De gemeente telde 2911 inwoners in januari 2017.  Binnen de gemeente wordt zowel Noors, Samisch als Fins gesproken. Samisch wordt naast Noors ook als bestuurstaal gebruikt.
De gemeente is genoemd naar de rivier de Tana. Deze rivier, in totaal 330 kilometer lang, vormt de grens tussen Noorwegen en Finland. De rivier geldt in Noorwegen als een van de beste plekken voor het vissen op zalm.

## Plaatsen in de gemeente
- Tana Bru (hoofdplaats)

Alta · Båtsfjord · Berlevåg · Gamvik · Hammerfest · Hasvik · Karasjok · Kautokeino · Lebesby · Loppa · Måsøy · Nesseby · Nordkapp · Porsanger · Sør-Varanger · Tana · Vadsø · Vardø